# Mouloudia Club d'Alger
O Mouloudia Club d'Alger (em árabe: نادي مولودية الجزائر), mais conhecido como MC Alger é um clube de futebol argelino com sede em Argel. O clube foi fundado em 1921 e suas cores são vermelho, verde e branco. Sua casa, o Estádio 5 de Julho de 1962, tem capacidade para 76.000 espectadores. A equipe também manda alguns jogos no Estádio Omar Hamadi. O clube joga atualmente no Campeonato Argelino de Futebol, a primeira divisão do país.
Fundado em 1921 como Mouloudia Club Algérois e Mouloudia Chaâbia d’Alger, o clube era conhecido como Mouloudia Pétroliers d'Alger de 1977 a 1986 e mudou seu nome para Mouloudia Club d'Alger em 1986.
O MC Alger foi o primeiro clube argelino a vencer uma competição continental, vencendo a Copa dos Campeões da África em 1976. É um dos clubes argelinos mais bem-sucedidos, tendo vencido a liga nacional 7 vezes e a taça nacional 8 vezes.

## História
Em 1921, um grupo de jovens dos bairros Casbá e Bab El Oued se uniram para criar o primeiro clube de futebol muçulmano na Argélia colonizada. O grupo era liderado por Hamoud Aouf, que atuou como elo de ligação entre os dois grupos. Em 7 de agosto de 1921, o clube foi oficialmente fundado na sala de espera do café Benachere. A data coincidiu com o Mulude, daí o nome Mouloudia Club d'Alger. O verde, pela esperança do povo argelino e a cor tradicional do Islã, e o vermelho, pelo amor à nação, foram escolhidos como cores do clube.

## Uniformes
| Fornecedores de material esportivo | Fornecedores de material esportivo | Fornecedores de material esportivo |
| Datas                              | Fornecedor                         |                                    |
| ---------------------------------- | ---------------------------------- | ---------------------------------- |
| 2009–2012                          | Adidas                             |                                    |
| 2012–2016                          | Joma                               |                                    |
| 2016–2019                          | Umbro                              |                                    |
| 2019–2021                          | Puma                               |                                    |
| 2021–                              | Joma                               |                                    |

### 2019-20
| Primeiro | Segundo | Terceiro |

## Títulos

### Competições nacionais
- Campeonato Argelino

Campeão (9): 1971–72, 1974–75, 1975–76, 1977–78, 1978–79, 1998–99, 2009–10, 2023–24, 2024–25
- Copa da Argélia

Campeão (8): 1970–71, 1972–73, 1975–76, 1982–83, 2005–06, 2006–07, 2013–14, 2015–16
- Supercopa da Argélia

Campeão (3): 2006, 2007, 2014
- Copa da Liga Argelina

Campeão (1): 1998

### Competições internacionais
- Liga dos Campeões da CAF

Campeão (1): 1976

### Competições regionais
- Maghreb Cup Winners Cup

Campeão (2): 1971, 1974

## Performance em competições da CAF
- Copa dos Campeões da África / Liga dos Campeões da CAF: 8 participações

| 1976 – Campeão 1977 – Quartas de final 1979 – Segunda fase 1980 – Quartas de final | 2000 – Primeira fase 2011 – Fase de grupos 2018 – Fase de grupos 2020–21 – Quartas de final |  |

- Copa das Confederações da CAF: 4 participações

2007 – Primeira fase
2008 – Primeira fase
2015 – Primeira fase
2017 – Quartas de final